# Prins Hendrik Ende Desespereert Nimmer Combinatie Zwolle
FC Zwolle ou PEC Zwolle é um clube de futebol neerlandês com sede em Zwolle, que joga atualmente na Eredivisie, o mais alto nível do futebol profissional do país. Eles têm desempenhado na Eredivisie, num total de treze temporadas alcançando o oitavo lugar em 1979. Eles chegaram à final KNVB Cup em 1928, em 1977 e ganharam o título em 2014.
Esta é a segunda encarnação do clube; seu antecessor com o mesmo nome foi à falência em 1990. O atual clube foi fundado logo em seguida como FC Zwolle antes de renomear de volta ao PEC Zwolle a partir da temporada 2012-2013 em diante.

## Estádios

### Estádio Oosterenk
O antigo estádio foi construído em 1934 e demolido em 2007. Estava localizado no Parque Empresarial Oosterenk. Desde a conclusão em 1934, dois clubes diferentes jogaram no estádio. PEC de 1934 a 1957, Zwolsche Boys de 1957 a 1970. Desde 1970 o PEC jogou no Estádio Oosterenk. O estádio teve que ser demolido porque o novo estádio está localizado no mesmo local que o estádio Oosterenk.

### Estádio PEC Zwolle
O estádio não está mais em construção oficialmente desde 29 de agosto de 2009. A construção começou em 9 de março de 2007. O primeiro jogo no novo estádio foi contra o MVV. A pontuação final foi 0–0. O primeiro gol marcado no novo estádio foi do jogador do Zwolle, Bram van Polen, em 22 de agosto de 2008 contra o Cambuur.

### Estádio IJsseldelta
Em 12 de julho de 2012, o clube anunciou oficialmente o novo nome de seu estádio, que passou a se chamar Estádio IJsseldelta.

### Estádio MAC³PARK
O nome do estádio foi, em 1 de julho de 2016, alterado para Estádio MAC³PARK.

## Rivais
O maior rival do PEC Zwolle é o Go Ahead Eagles. Ambos os clubes estão localizados no rio Issel, daí o nome IJssel-derby. Nos primeiros anos Go Ahead foi o melhor clube da região, mas desde o rebaixamento para a Liga holandesa em 1987, Zwolle ganhou a maioria dos derbies.

## Títulos
- KNVB Cup (1) 2014
- Supercopa dos Países Baixos (1): 2014
- Eerste Divisie (3): 1978, 2002 e 2012[4]

## Elenco
Atualizado em 26 de março de 2021.
- : Capitão
- : Lesão
- : Jogadores Emprestados

## Ligações Externas
- Site oficial
- Página do clube no site do Torneio